# Hiriberri/Villanueva de Aezkoa
Hiriberri/Villanueva de Aezkoa település Spanyolországban, Navarra autonóm közösségben. Hiriberri/Villanueva de Aezkoa Abaurrepea/Abaurrea Baja, Ochagavía, Orbaizeta, Orbara, Aria, Aribe és Garaioa községekkel határos. Lakosainak száma 99 fő (2024).

## Népesség
A település népessége az elmúlt években az alábbi módon változott:
| Lakosok száma | 145  | 144  | 137  | 127  | 120  | 113  | 115  | 102  | 101  | 99   |
|               | 2001 | 2004 | 2006 | 2009 | 2011 | 2014 | 2016 | 2019 | 2021 | 2024 |